# Busia (stad)
Busia is een stad op de grens tussen Oeganda en Kenia. Het Oegandese deel van de stad fungeert als hoofdstad van het gelijknamige district Busia in de Oegandese regio Eastern. Het Keniaanse deel van de stad fungeert als hoofdstad van het gelijknamige district Busia in de Keniaanse provincie Magharibi (Western).
De stad bevindt zich 150 km ten oosten van de Oegandese hoofdstad Kampala aan de doorgaande weg naar Nairobi ongeveer 30 km ten noorden van het Victoriameer. De vlakbijgelegen stad Malaba is ook een drukke grensplaats.

## Ontwikkeling van het aantal inwoners
| Jaar | Inwoners           |
| ---- | ------------------ |
| 1969 | 1.146              |
| 1980 | 8.663              |
| 1991 | 27.967             |
| 1999 | 30.777             |
| 2002 | 36.630             |
| 2005 | 49.700 (schatting) |